# سسک خاور کوبا
سسک خاور کوبا (نام علمی: Teretistris fornsi) یک گونه از پرندگان در خانواده سسکان کوبا (به لاتین: Teretistridae) و بومزاد کشور کوبا است. زیستگاه‌های طبیعی آن شامل جنگل‌های خشک، جنگل‌های مرطوب دشت، جنگل های مرطوب کوهستانی و بوته‌زارهای زریک است. همان‌طور که از نام رایج آن پیداست، سسک خاور کوبا در شرق کوبا یافت می‌شود. این گونه خواهری همنوع بومی کوبایی خود، سسک سرزرد است که در غرب کوبا یافت می‌شود.